# Proceedings (雑誌)
Proceedings（Proceedings MagazineもしくはUnited States Naval Institute Proceedingsとも）はアメリカ海軍協会（United States Naval Institute: USNI）が発行する月刊誌。英名の通り紀要と訳されることもある。1874年創刊で全編英語である。毎号96ページから成り、現役・退役軍人による海軍、軍事関連記事に加え、著名な作家、研究者による特定の問題を掘り下げた記事が掲載されている。書評のページなどもある。

## サービス内容
ウェブサイトではMOST ACTIVE PROCEEDINGS ARTICLESに掲載された一部記事を読むことが出来る。バックナンバーについても掲示されている。

## 海軍協会の成立と協会誌の刊行
海軍協会は1873年10月9日、アナポリス海軍兵学校に米海軍の改革を志向する一部海軍士官が集まって結成された。協会は会費で運営されることとなり、目的は「海軍における専門職業的、学術的かつ科学的知識の増進」と決められ、当時は政府見解を代弁すると言うより、代案を提示する性格が強かった。そのような中本誌は協会の機関誌として1874年に創刊され、「米国における最良かつ最も影響力のあった軍事雑誌」との評価を確立していったと言う。その理由としては、本誌では刊行の経緯から議論の自由度が高く、米海軍内でも若手の意見をすくい上げて組織改革に供しようという空気が生まれ、本誌は好意的に迎えられたからである。その後、Naval War Collegeの校長となった人物やアーネスト・キング海軍作戦本部長なども若輩の頃投稿したことがある。

## 日本での紹介
日本では一部の海軍関係軍事雑誌で言及される程度である。歴史的には日本海海戦を巡り、アルフレッド・マハンが1906年6月号に当時セオドア・ルーズベルト大統領が傾倒していた大艦巨砲主義と反する性格を持つ小口径混成砲装備戦艦の必要性を論じた論文を掲載し、ルーズベルトと同じく大口径砲主義者であったWilliam S. Sims少佐と論争になった故事が紹介されている（この時はシムスの論考が海戦実相を捉えたものとして受け入れられマハンは敗北した）。
また、他の専門雑誌でも取り上げられた例としては『世界貿易センター』ウェブサイトにて日本海軍に救助された英海軍士官の戦記が紹介されるなどの例はある。
1987年、アメリカにてそれまでの対潜戦本とは一線を画す具体的な記述を盛り込んだ『戦略対潜戦と海軍戦略』が刊行された。この本には原子力潜水艦の静粛化のための工法などの他、具体的な航行中の発生雑音レベルが補遺としてリストアップされていた。Tom Stefanickは「パトロール速力における推定値」と断り書きをいれているが、本書を紹介した『世界の艦船』記事でも機密保全に気を使ったと推測される点が指摘されている。一方でそのデータの出所については特に記載が無く、信憑性が問題となった。1987年11月、本誌で書評を多く手がけているN. Friedmanは「出典として掲げた以外にもっと確実な根拠をポケットに隠し持っていると思われるが、もしそうでないとすれば彼の分析は無価値だと結論せざるを得ない」「正確なデータに内々で関与している人達は、ちゃんとしたデータと素人のデータを混用している著者のやり方に、今後大いに迷惑をこうむるであろう」「音響非音響探知技術についての本書の記述は明確でそれらの技術的部分は有益」などと詳細なレビューを行っている。
平間洋一は冷戦後の米海軍戦略の転換を論じた際、米海軍が2003年より海上からの打撃を重んじて掲げた"Sea Power 21"を本協会のウェブサイトより紹介している。朝日新聞は自社のウェブサイト『Globe』にて中国海軍の軍備拡張を論じた際、本誌の2010年5月号の表紙でニミッツ級航空母艦が炎上する絵が掲載されたことを引き合いに、対艦弾道ミサイル（ASBM）の形をとった中国脅威論への懸念である旨を紹介した。